# 엘윈 브룩스 화이트

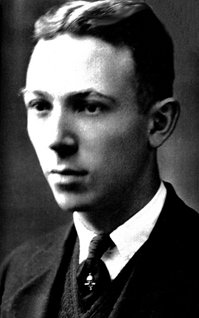

엘윈 브룩스 화이트(Elwyn Brooks White, 1899년 7월 11일 ~ 1985년 10월 1일)는 미국의 동화작가이다.

## 생애와 작품
코넬 대학교를 졸업하고 잡지 <뉴요커>에서 저자와 편집자로 오랫동안 활동했다. 1938년 시골로 이주하여 농장 생활을 시작했으며 농장의 동물들을 주인공으로 한 작품을 많이 썼다. 1954년 돼지와 거미의 우정을 다룬 동화 《샬롯의 거미줄》(Charlotte's Web)로 뉴베리 아너상을 수상했다. 그외 작품으로는 《스튜어트 리틀》(Stuart Little),《트럼펫 백조》(The Trumpet of the Swan)가 있다.
이중 《스튜어트 리틀》과 《샬롯의 거미줄》은 같은 이름의 영화로 만들어졌다.